# Hall Johnson
Hall Johnson (12 de marzo de 1888 – 30 de abril de 1970) fue uno de los varios compositores estadounidenses—incluyendo a Harry T. Burleigh, Robert Nathaniel Dett, y Eva Jessye — que elevaron el espiritual afroamericano a una forma de arte, comparable en su sofisticación musical a las composiciones de los músicos clásciso europeos.

## Biografía
Su nombre completo era Francis Hall Johnson, y nació en Athens, Georgia. Johnson recibió una extensa educación, que incluía estudiar en la Escuela Juilliard. De niño decidió aprender a tocar el violín tras oír un recital de Joseph Henry Douglass, nieto de Frederick Douglass y, finalmente, llegó a tocar el violín y la viola de modo profesional, formando parte de la orquesta del musical Shuffle Along de 1921.
Con el tiempo, sin embargo, se interesó más por la música coral, formando el Hall Johnson Negro Choir, el primero de otros varios grupos, en 1925. Hall Johnson y su coro se hicieron renombrados por su participación en 1930 en la pieza representada en Broadway The Green Pastures, de Marc Connelly, así como por su trabajo en la gira nacional e internacional de la obra, en su versión radiofónica, en la adaptación al cine de la misma en 1936, y por su emisión televisiva en Hallmark Hall of Fame.
Johnson también hizo arreglos musicales y dirigió su coro en más de treinta largometrajes de Hollywood, así como en diferentes cortos y cintas de animación. Escribió Run, Little Chillun, que se estrenó en el circuito de Broadway en 1933, y que se representó en San Francisco en 1939 bajo los auspicios del Proyecto Teatral Federal. También en 1939, el Hall Johnson Choir actuó en la banda sonora del film Horizontes perdidos de Frank Capra. 
Además de su trabajo teatral, Johnson escribió la cantata de Pascua Son of Man, estrenada en el New York's City Center en 1946, el mismo año en que su coro cantó en la película Canción del sur de Walt Disney. En 1951, el Hall Johnson Choir fue seleccionado por el Departamento de Estado de los Estados Unidos para representar al país en el Festival Internacional de Bellas Artes de Berlín, Alemania.
Johnson hablaba con fluidez el alemán y el francés, y entre los cantantes que trabajaron con él figuran Marian Anderson, Robert McFerrin y Shirley Verrett.
Hall Johnson falleció en un incendio ocurrido en su apartamento de Nueva York en 1970. En 1975 fue incluido, a título póstumo, en el Salón de la Fama de los Cineastas Negros.